# لئو لانیا
لئو لانیا (انگلیسی: Léo Lania؛ ۱۸۹۶ – ۱۰ نوامبر ۱۹۶۱) فیلم‌نامه‌نویس، مؤلف (پدیدآور)، روزنامه‌نگار، و نویسنده اهل آلمان بود.